# Paranoid personlighedsforstyrrelse
|  | Flytteforslag Denne side er foreslået flyttet til Paranoid personlighedsstruktur. Klik her for at se flytteforslaget. |

|  | Sammenskrivningsforslag Artiklerne Paranoia, Paranoid personlighedsforstyrrelse er foreslået sammenskrevet. (Siden december 2019) Diskutér forslaget |

Paranoid personlighedsforstyrrelse er en mental forstyrrelse præget af mistro og mistillid til andre. Man er meget følsom overfor nederlag og kan derfor let reagere med vrede og afvisning hvis noget går en imod. Ofte syntes man ikke det er en selv der er noget galt med, men alle andre. I nogle tilfælde kan man også have følelsen af at være mere talentfuld end de fleste andre.
Der er flere mænd end kvinder, som har en paranoid personlighedsforstyrrelse. I alt skønnes det at ca. en procent opfylder kriterierne for at have denne forstyrrelse.

## Symptomer
- Man er meget følsom over for nederlag eller afvisninger
- Man har tendens til at bære nag
- Man er mistroisk
- Har tendens til at fejltolke andres hensigter
- Man lægger stor vægt på at få ret i en diskussion
- Man bliver let jaloux
- Har tanker om at man er meget betydningsfuld
- Har en følelse af at andre taler om en
- Er optaget af forestillinger om at andre laver sammensværgelser mod en

## Reference
1. ↑  "NetPsykiater. Paranoid personlighedsforstyrrelse". Arkiveret fra originalen 14. august 2007. Hentet 11. august 2007.